# Ablekuma West Municipal District
Der Distrikt Ablekuma West Municipal District ist einer von 29 Distrikten der Greater Accra Region in Ghana. Er hat eine Größe von 11,91 km² und 153.490 Einwohner (2021). Ursprünglich war er Teil des damals größeren Accra Metropolitan District, bis ein kleiner Teil des Distrikts am 15. März 2018 als Ablekuma West Municipal District abgespalten wurde. Die Gemeinde liegt im zentralen Teil der Großregion Accra und hat Dansoman als Hauptstadt.

## Einwohnerentwicklung
Die folgende Übersicht zeigt die Einwohnerzahlen nach dem jeweiligen Gebietsstand.
| Jahr | Einwohner |
| ---- | --------- |
| 2010 | 59.708    |
| 2021 | 153.490   |